# 삼나무가 있는 밀밭
삼나무가 있는 밀밭(Wheat Field with Cypresses), 황색 보리밭은 빈센트 반 고흐의 1889년 유화 작품이다.
뉴욕의 메트로폴리탄 미술관과 런던의 내셔널 갤러리 소장 작품이다. 고흐는 스승 없이 단독으로 전례 없는 회화를 그려내고 있었다.
그의 작품은 바라보는 것을 냉정하게 관찰·비판·정리하여 적당하게 그리는 것이 아니라, 그것을 불타는 정열로 단도직입적(單刀直入的)으로 그려내고 있다. 그것은 계속 바라보는 동시에 느껴지는 것이 그의 심신을 불태울 정도며, 그 충동을 채찍질해 그의 터치와 리듬이 생기게 하여 약동하게 한다. 그 때문에 그는 오직 독창적 표현을 하고 있는데, 행복한 아를 시대부터 보면, 정신병원에 들어간 다음의 생레미에서 그린 작품은 한층 격렬함을 노출시키고 있다.
그 지방은 바람이 거칠어 이 화면에서도 생레미의 들판에서는 보리가 흔들거리고, 나무는 바람을 머금고 있다. 전경(前景)의 보리에 거듭된 터치는 정열의 파장(波長)이 전달되어 감돌고, 나지막하게 전개시킨 산도 움직이며, 하늘에는 흰구름이 소용돌이치듯 휘감기고 있다. 그리고 오른편에 측백나무가 섰다. 가지를 감아올리고 선 올리브 나무는 마치 녹색의 불꽃 같다. 더욱이 보리밭에서까지 느껴지는 침통함이 가득 흐르고 있는데, 얼마 안 되는 화초가 앞에서 가련한 빨간빛을 점점이 띠고 있다.
아를과 달리 생레미의 풍경은 황량하여, 이 작품은 그것을 색조로도 나타내는데, 힘있게 움직이는 표현은, 고흐에게 뛰는 듯한 충동 속에 흔들리지 않고 황량한 그대로 보여주는 인상이다. 고흐는 심신을 불태우는 제작만 계속하는데, 회화에는 생명이 가장 중요하다고 하는 만큼, 그 생명을 고흐만큼 생동시킨 화가도 보기 드물다.